# Једанаеста српска бригада НОВЈ
Једанаеста српска бригада формирана је наређењем Главног штаба НОВ и ПО Србије 9. маја 1944. у селу Турјане у Пусторечком крају од Првог јужноморавскг одреда. 
При формирању, бригада је имала око 700 бораца и следеће јединице:
- Штаб бригаде,
- Први (пусторечки) батаљон,
- Трећи (горњојабланички) батаљон,
- Пратећу чету (4 минобацача и 2 митраљеза),
- Заштитни вод и курирско одељење,
- Интендантура (економат при штабу бригаде),
- Санитет (лекар, помоћници и болничари),
- Диверзантска група, названа минерском групом бригаде.
Бригада је од формирања до 10. јуна 1944. године, када је формирана 24. дивизија, била непосредно потчињена Главном штабу за Србију. Након тога ушла је у састав 24. дивизије. У њеном саставу остала је до краја рата.
Бригада је, заједно са Четвртом српском бригадом учествовао у предаји делова 1. батаљона 123. бугарског окупационог пука из Лебана који су пришли НОВЈ. Од тог људства формиран је прво бугарски партизански батаљон а касније и бригада „Георги Димитров“.
Током превентивног удара 21. и 22. дивизије против концентрације за офанзиву на Горњој Јабланици крајем маја 1944, 11. бригада добила је задатак да диверзантским испадима везује немачке снаге. У склопу тог задатак, бригада је током ноћи 24/25. маја извршила успешан препад на лесковачки војни аеродром.
У саставу 24. дивизије, бригада је прошла кроз оштре борбе током Топличко-јабланичке операције. Током Нишке операције истакла се приликом разбијања главнине 7. СС дивизије на путу Ниш - Прокупље.
Након Нишке операције бригада је у саставу 14. корпуса вршила притисак на комуникацију Скопље - Косовска Митровица. Након неуспешног окончања прве фазе ове операције, дивизија је 7. новембра 1944. замењена Двадесет другом дивизијом.
Након тога дивизија је вршила дужност гарнизонске јединице у Крушевцу и околини. Током фебруара и марта 1945. учествовала је у разбијању побуне на Косову под водством Шабана Полуже.